# Pere Esteve
Pere Esteve i Abad (Tiana, Barcelona, Cataluña; 26 de diciembre de 1942 - Barcelona, 10 de junio de 2005) fue un político español de ideología nacionalista catalana. 
Su trayectoria política comenzó en su localidad natal, la villa barcelonesa de Tiana, donde militó desde los años 60 en grupos juveniles cristianos y en la asociación Amics de Tiana. En 1976 se afilió a Convergència Democràtica de Catalunya (CDC), siendo elegido concejal en las primeras elecciones democráticas tras la dictadura. Desde 1984 fue, sucesivamente, miembro del Consejo Nacional y del Secretariado de CDC, así como del Comité de Enlace de Convergència i Unió (CiU). 
Diputado del Parlamento de Cataluña (1992-1995), presidió la Comisión de Industria, Energía, Comercio y Turismo. En 1996 sustituyó a Miquel Roca como secretario general de CDC, actuando desde este cargo como impulsor de la Declaración de Barcelona, firmada en 1998 por CiU, PNV y BNG, para defender la plurinacionalidad de España. 
En 1999 fue elegido eurodiputado en la lista conjunta de CiU, BNV y PSM-EN, cargo que mantuvo hasta 2002. Durante este periodo abandonó la secretaría general de CDC, en su XI Congreso (2000). En desacuerdo con los pactos de CiU con el Partido Popular (PP), terminó abandonando la coalición en septiembre de 2002, y fundando la asociación Catalunya 2003. 
Con esta plataforma se integró en las listas electorales de Esquerra Republicana de Catalunya (ERC) en las elecciones autonómicas de 2003, siendo elegido diputado y nombrado consejero de Comercio de la Generalidad. Dimitió en 2004 por razones de salud, siendo sus últimas intervenciones en público con motivo del referéndum sobre la Constitución Europea de febrero de 2005, defendiendo el voto "no", al argumentar que no amparaba los derechos nacionales de Cataluña. Falleció a los 62 años, en junio de 2005, debido a un cáncer de pulmón.
| Predecesor: Miquel Roca Junyent      | Secretario general de Convergència Democràtica de Catalunya 1996-2000            | Sucesor: Artur Mas Gavarró   |
| Predecesor: Antoni Fernández Teixidó | Consejero de Comercio, Turismo y Consumo de la Generalidad de Cataluña 2003-2004 | Sucesor: Josep Huguet Biosca |

- Datos: Q3813658